# Aloa
Aloa là một chi bướm đêm thuộc phân họ Arctiinae, họ Erebidae.

## Các loài
- Aloa albistriga Walker, 1865
- Aloa cardinalis Butler, 1875
- Aloa collaris Hampson, 1891
- Aloa costalis Walker, 1865
- Aloa dulla Pagenstecher, 1886
- Aloa flavimargo Hampson, 1894
- Aloa gangara Swinhoe, 1892
- Aloa lactinea Cramer, 1777
- Aloa lineola Fabricius, 1793
- Aloa marginata Donovan, 1805
- Aloa moorei Butler, 1875
- Aloa negrita Hampson, 1894
- Aloa moloneyi Druce, 1887